# Raffaello Caserta
Raffaello Caserta (Nápoles, 15 de agosto de 1972) es un deportista italiano que compitió en esgrima, especialista en la modalidad de sable.
Participó en dos Juegos Olímpicos de Verano, obteniendo una medalla de bronce en Atlanta 1996, en la prueba por equipos (junto con Luigi Tarantino y Antonio Terenzi), y el octavo lugar en Sídney 2000, en la misma prueba.
Ganó tres medallas en el Campeonato Mundial de Esgrima entre los años 1993 y 1998, y cinco medallas en el Campeonato Europeo de Esgrima entre los años 1992 y 1999.

## Palmarés internacional
| Juegos Olímpicos   | Juegos Olímpicos          | Juegos Olímpicos  | Juegos Olímpicos  |
| Año                | Lugar                     | Medalla           | Prueba            |
| ------------------ | ------------------------- | ----------------- | ----------------- |
| 1996               | Atlanta (Estados Unidos)  | Medalla de bronce | Sable por equipos |
| Campeonato Mundial |                           |                   |                   |
| Año                | Lugar                     | Medalla           | Prueba            |
| 1993               | Essen (Alemania)          | Medalla de plata  | Sable por equipos |
| 1995               | La Haya (Países Bajos)    | Medalla de oro    | Sable por equipos |
| 1998               | La Chaux-de-Fonds (Suiza) | Medalla de plata  | Sable individual  |
| Campeonato Europeo |                           |                   |                   |
| Año                | Lugar                     | Medalla           | Prueba            |
| 1992               | Lisboa (Portugal)         | Medalla de oro    | Sable individual  |
| 1994               | Cracovia (Polonia)        | Medalla de plata  | Sable individual  |
| 1995               | Keszthely (Hungría)       | Medalla de oro    | Sable individual  |
| 1998               | Plovdiv (Bulgaria)        | Medalla de plata  | Sable por equipos |
| 1999               | Bolzano (Italia)          | Medalla de bronce | Sable por equipos |